# Charles Pic
Charles Pic (Montélimar, Francia; 15 de febrero de 1990) es un expiloto de automovilismo francés. En 2012 fue piloto de Marussia en Fórmula 1 y de Caterham en 2013. También compitió en Fórmula Renault, GP2 Series, GP2 Asia Series y Fórmula E.

## Carrera

### Karting
Pic tuvo una exitosa carrera en el karting, ganando campeonatos y carreras individuales. Estuvo cerca de ganar el Campeonato de Europa ICA Junior.

### Fórmula Renault
Pic hizo su debut en las carreras en el 2006, terminando tercero en la Fórmula Campus francesa, antes de pasar al Campeonato de Francia de Fórmula Renault 2.0 y la Eurocopa de Formula Renault 2.0 un año más tarde Un tercer lugar en la serie Europea fue suficiente para que Charles consiguiera el título de «Rookie».

### Formula Renault 3.5 Series

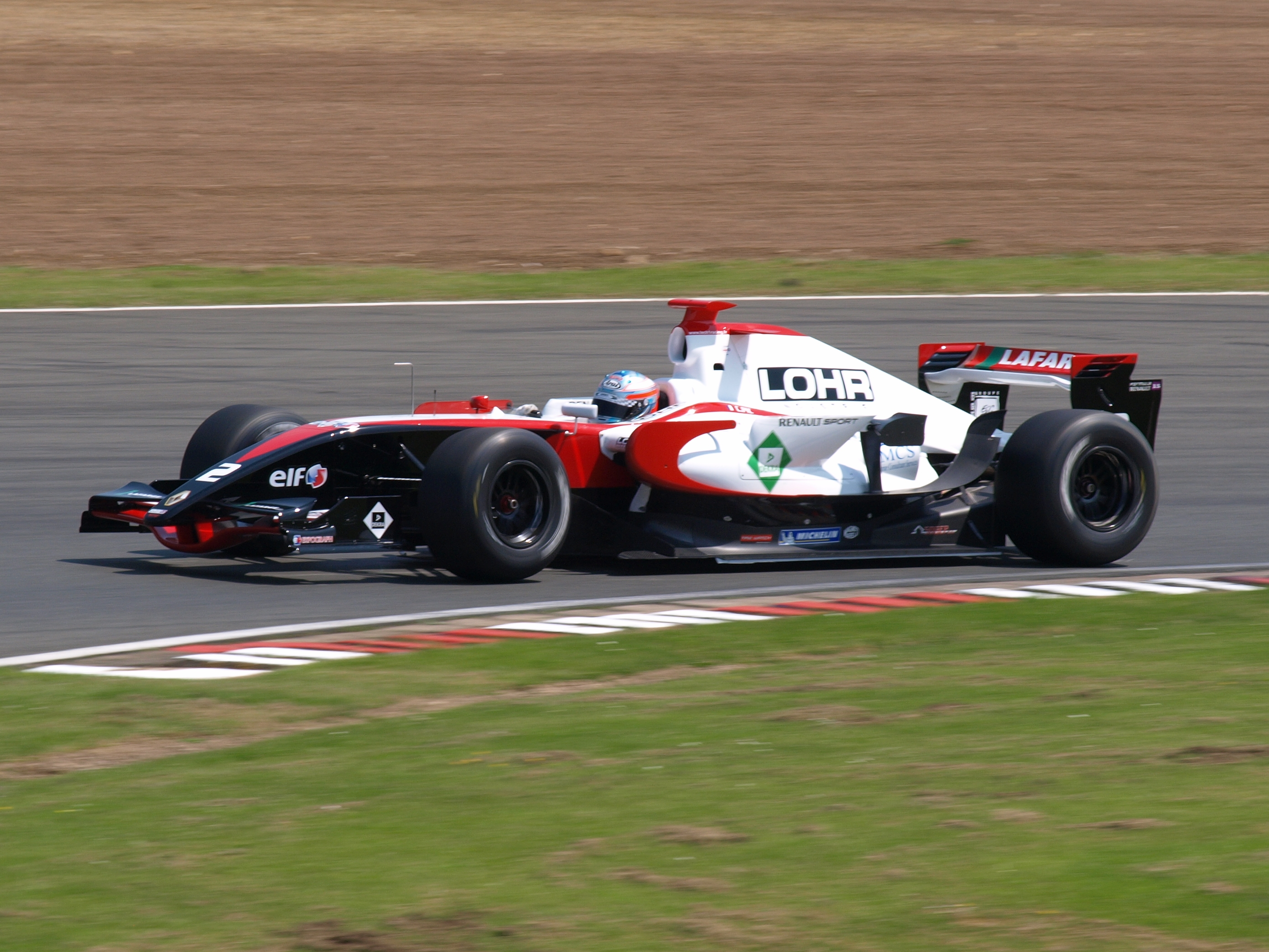
Pic corriendo para Tech 1 Racing en Silverstone 2008.

Para 2008 Pic fichó por Tech 1 Racing para disputar la Fórmula Renault 3.5 Series. Se asoció por Julien Jousse y terminó sexto en los puntos gracias a dos victorias en el Circuito de Mónaco, habiendo dominado el fin de semana con la pole position y más rápido vuelta, y en Le Mans. Permaneció con el equipo Tech 1 para la siguiente temporada y ganó dos veces más, en Silverstone y Nürburgring, lo que le ayudó a terminar tercero en la clasificación final. También en 2009 fue miembro del Renault Driver Development.

### GP2 Series
Charles Pic debutó en la GP2 en la temporada 2010 de manera inmejorable, consiguiendo ganar su primera carrera en el Circuito de Cataluña. No obstante, no pudo brillar más el resto del año, sumando una pole position y un podio como mejor resultado.
En 2011, Pic fichó por el Barwa Addax Team y completó su mejor temporada en la categoría, logrando dos victorias y otros dos podios que le permitieron acabar en 4.º posición en la clasificación general del campeonato.

### Fórmula 1

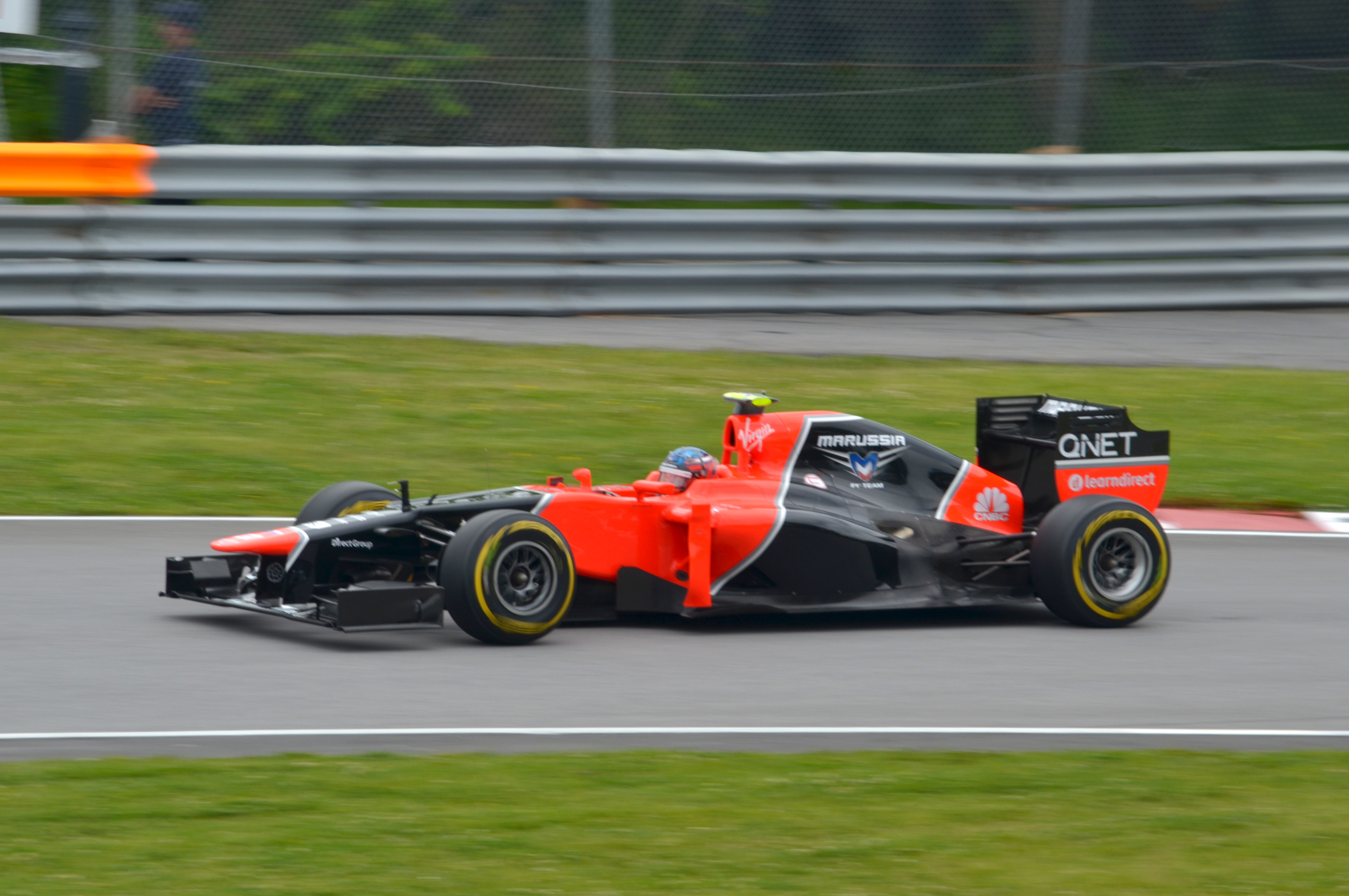
Pic en el GP de Canadá de 2012.

El piloto francés participó en los tests de jóvenes pilotos de Abu Dabi con Virgin. Posteriormente, fue confirmado como piloto oficial de la escudería rusa para 2012 en sustitución de Jerome d'Ambrosio. Debuta en la máxima categoría con un 15.º puesto en Australia, que repetiría posteriormente en Valencia, y demuestra un nivel parecido al de su más experimentado compañero de equipo, Timo Glock. Entre sus modestos logros se encuentra el liderato de los segundos libres del Gran Premio de Bélgica de 2012. Su buen rendimiento le permite firmar con Caterham para el 2013, justo antes de cerrar el año con su mejor resultado (12.ª posición en Brasil).
Su mejor resultado en 2013 fueron dos decimocuartas posiciones, sufriendo sólo 4 abandonos. Sin embargo, no siguió compitiendo con Caterham en 2014, pasando a ser piloto reserva de Lotus. Fue parte de los entrenamientos del Gran Premio de Italia.

### Fórmula E
En septiembre de 2014 se hizo oficial su fichaje por la escudería Andretti en la temporada 2014-15 de Fórmula E. Solo corrió la carrera 1, siendo cuarto. Más adelante, corrió cuatro con China Racing y fue octavo en Mónaco.

## Años recientes
En 2015, Pic asumió un puesto directivo en la empresa de logística francesa Charles André Group, de la que ahora es director general del Departamento de Activos.
En 2022, Pic adquirió el control total del equipo de automovilismo francés DAMS.

## Resultados

### GP2 Asia Series
(Clave) (negrita indica pole position) (cursiva indica vuelta rápida puntuable)

| Año     | Escudería           | 1    | 1    | 2    | 2    | 3    | 3    | 4    | 4    | Pos. | Puntos | Ref.   |
| ------- | ------------------- | ---- | ---- | ---- | ---- | ---- | ---- | ---- | ---- | ---- | ------ | ------ |
| 2009-10 | Arden International | YMC1 | YMC1 | YMC2 | YMC2 | SAK1 | SAK1 | SAK2 | SAK2 | 5.º  | 18     | [ 10 ] |
| 2009-10 | Arden International | Ret  | 15   | 10   | 8    | 5    | 1    | 3    | 19   | 5.º  | 18     | [ 10 ] |
| 2011    | Barwa Addax Team    | YMC  | YMC  | IMO  | IMO  |      |      |      |      | 18.º | 0      | [ 11 ] |
| 2011    | Barwa Addax Team    | 9    | 21   | 20   | 11   |      |      |      |      | 18.º | 0      | [ 11 ] |

### GP2 Series
(Clave) (negrita indica pole position) (cursiva indica vuelta rápida puntuable)

| Año  | Escudería           | 1   | 1   | 2   | 2   | 3   | 3   | 4   | 4   | 5   | 5   | 6   | 6   | 7   | 7   | 8   | 8   | 9   | 9   | 10  | 10  | Pos. | Puntos | Ref.   |
| ---- | ------------------- | --- | --- | --- | --- | --- | --- | --- | --- | --- | --- | --- | --- | --- | --- | --- | --- | --- | --- | --- | --- | ---- | ------ | ------ |
| 2010 | Arden International | BAR | BAR | MON | MON | EST | EST | VAL | VAL | SIL | SIL | HOC | HOC | BUD | BUD | SPA | SPA | MNZ | MNZ | YMC | YMC | 10.º | 28     | [ 12 ] |
| 2010 | Arden International | 1   | 7   | 11  | 7   | Ret | DNS | 6   | 5   | 10  | 8   | 3   | 17  | 11  | 9   | 4   | Ret | 11  | 8   | 20  | 11  | 10.º | 28     | [ 12 ] |
| 2011 | Barwa Addax Team    | EST | EST | BAR | BAR | MON | MON | VAL | VAL | SIL | SIL | NÜR | NÜR | BUD | BUD | SPA | SPA | MNZ | MNZ |     |     | 4.º  | 52     | [ 13 ] |
| 2011 | Barwa Addax Team    | 7   | 4   | 1   | 19  | 8   | 1   | Ret | Ret | 11  | 10  | 2   | DSQ | 2   | 13  | Ret | 19  | 2   | Ret |     |     | 4.º  | 52     | [ 13 ] |

### Fórmula 1
(Clave) (negrita indica pole position) (cursiva indica vuelta rápida)

| Año     | Escudería        | 1      | 2      | 3      | 4       | 5       | 6       | 7      | 8      | 9      | 10     | 11      | 12     | 13     | 14     | 15      | 16      | 17     | 18      | 19      | 20     | Pos. | Puntos |
| ------- | ---------------- | ------ | ------ | ------ | ------- | ------- | ------- | ------ | ------ | ------ | ------ | ------- | ------ | ------ | ------ | ------- | ------- | ------ | ------- | ------- | ------ | ---- | ------ |
| 2012    | Marussia F1 Team | AUS 15 | MYS 20 | CHN 20 | BHR Ret | ESP Ret | MON Ret | CAN 20 | EUR 15 | GBR 19 | GER 20 | HUN 20  | BEL 16 | ITA 16 | SIN 16 | JPN Ret | RCO 19  | IND 19 | ABU Ret | USA 20  | BRA 12 | 21.º | 0      |
| 2013    | Caterham F1 Team | AUS 16 | MYS 14 | CHN 16 | BHR 17  | ESP 17  | MON Ret | CAN 18 | GBR 15 | GER 17 | HUN 15 | BEL Ret | ITA 17 | SIN 19 | RCO 14 | JPN 18  | IND Ret | ABU 19 | USA 20  | BRA Ret |        | 20.º | 0      |
| 2014    | Lotus F1 Team    | AUS    | MYS    | BHR    | CHN     | ESP     | MON     | CAN    | AUT    | GBR    | GER    | HUN     | BEL    | ITA TD | SIN    | JPN     | RUS     | USA    | BRA     | ABU     |        |      |        |
| Fuente: |                  |        |        |        |         |         |         |        |        |        |        |         |        |        |        |         |         |        |         |         |        |      |        |

### Fórmula E
(Clave) (negrita indica pole position) (cursiva indica vuelta rápida puntuable)
| Año     | Escudería                 | 1   | 2   | 3   | 4   | 5   | 6   | 7   | 8   | 9   | 10  | 10  | Pos. | Puntos | Ref.   |
| ------- | ------------------------- | --- | --- | --- | --- | --- | --- | --- | --- | --- | --- | --- | ---- | ------ | ------ |
| 2014-15 |                           | PEK | PUT | PDE | BUE | MIA | LBH | MON | BER | MOS | LON | LON | 18.º | 16     | [ 14 ] |
| 2014-15 | Andretti Autosport        | 4   |     |     |     |     |     |     |     |     |     |     | 18.º | 16     | [ 14 ] |
| 2014-15 | China Racing / NEXTEV TCR |     |     |     |     | 17  | 16  | 8   | 15  |     |     |     | 18.º | 16     | [ 14 ] |